# Tabwakea

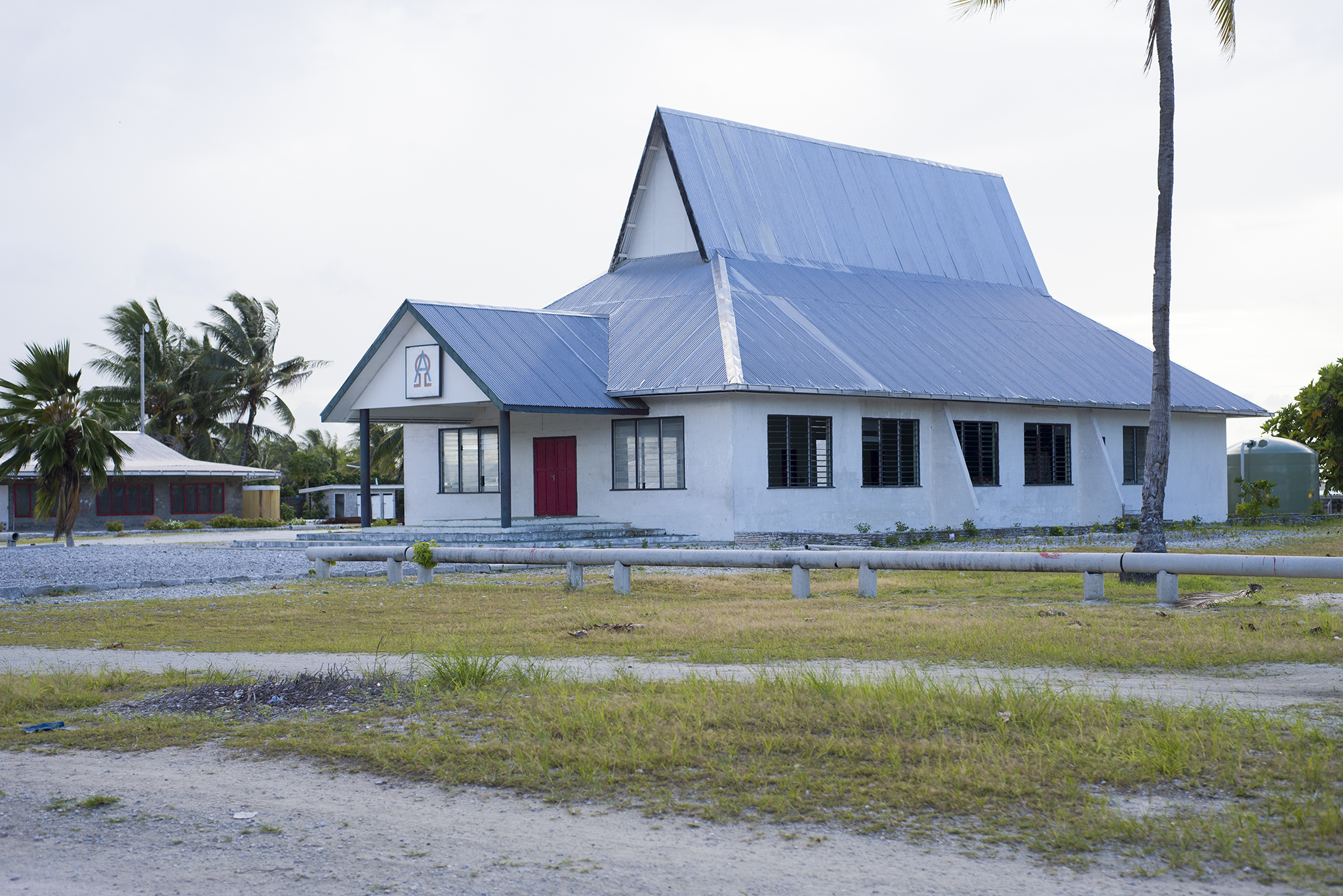
Tabwakea Church

Tabwakea is een dorp op de atol Kiritimati in Kiribati. Het dorp telt 3547 inwoners (2020) en is daarmee de grootste nederzetting van Kiritimati en alle Line-eilanden.
Het dorp Tennessee verbindt Tabwakea met Ronton. Tabwakea is onder andere een woonplaats voor gepensioneerde overheidsmedewerkers.
De naam van het dorp betekent schildpad.